# Сан-Томе (аэропорт)
Международный аэропорт Сан-Томе и Принсипи (порт. Aeroporto Internacional de São Tomé) — небольшой международный аэропорт, располагаемый на острове Сан-Томе в 5 км (3,1 миль) от города Сан-Томе. Является главной воздушной гаванью государства Сан-Томе и Принсипи.
Аэропорт расположен на побережье Гвинейского залива на высоте 10 м (33 футов) над уровнем моря и имеет лишь одну взлётно-посадочную полосу.

## История
Авиабаза на острове Сан-Томе была построена в середине XX века. До 1974 года здесь располагалась база военно-воздушных сил Португалии, а также бараки португальской армии. С 1967 по 1970 годы в ходе Гражданской войны в Нигерии аэропорт Сан-Томе являлся основной базой для международных организаций, осуществлявших гуманитарную помощь жителям восточной Нигерии.

## Авиапроисшествия и несчастные случаи
- 22 ноября 1962 года самолёт Дуглас C-54 «Скаймастер» ВВС Португалии потерпел крушение сразу после вылёта в Лиссабон; 22 человека из 37 находившихся на борту погибли[2].
- 15 мая 1979 года самолёт Локхид L-100 «Геркулес» авиакомпании «TAAG Angola Airlines» рухнул при приземлении в аэропорту Сан-Томе; жертв удалось избежать[3].
- 29 июля 2017 года получил повреждения грузовой Ан-74 украинской компании «CAVOK Air». При взлёте он столкнулся с птицами, и экипаж принял решение прервать взлёт. Однако оставшейся длины взлётно-посадочной полосы оказалось недостаточно, и самолёт выкатился за её пределы[4].